# Senio
Le Senio est une rivière de la Romagne (Italie) longue de 92 km, dernier affluent à droite du fleuve Reno.

## Hydrologie
Le débit moyen est d’environ 10 m3/s à l’embouchure, avec un minimum de 0,3 m3/s et un maximum de plus de 500 m3/s. Sur le tracé des Apennins, le bassin est de 270 km2.

## Géographie
Il prend naissance dans les Apennins Toscans-Romagnoles à Poggio dell'Altella, près du mont Carzolano, en province de Florence. Il entre en province de Ravenne, reçoit à gauche le torrent Céstina (it) et à droite le torrent Sintria (it), débouche en plaine aux environs de Castel Bolognese et conflue dans le fleuve Reno, 6 km au nord-est d’Alfonsine, entre les hameaux de Madonna del Bosco et Sant'Alberto. 
Le fleuve traverse les communes de Palazzuolo sul Senio, Casola Valsenio, Riolo Terme, Castel Bolognese, Solarolo, Lugo, Bagnacavallo, Fusignano et Alfonsine.

## Histoire
Au temps des Romains le fleuve était nommé Simnius.
Au cours de l’année 1797, de nombreuses batailles se déroulèrent entre les forces françaises et celles de l’État Pontifical. Parmi les rangs de la France républicaine figurait aussi la Légion lombarde, première unité militaire de la République cisalpine. La rencontre se déroula dans la localité de Ponte San Procolo.
Le fleuve a aussi connu des combats pendant la Seconde Guerre mondiale, après la bataille de Rimini visant à percer la Ligne gothique.